# Gentianella parviflora
Gentianella parviflora là một loài thực vật có hoa trong họ Long đởm. Loài này được (Griseb.) T.N.Ho mô tả khoa học đầu tiên năm 1993.